# Светски дан вода
Светски дан вода (енгл. World Water Day) обележава се сваке године 22. марта. Тај дан је усвојен резолуцијом УН-а у децембру 1992. године. Већ од 1993. године овај дан је почео да се обележава и, временом, значај овог дана је почео да расте.

## О Светском дану вода
Овим даном Уједињене нације желе да подсете на важност заштите вода и на недостатак воде за пиће у многим крајевима света. Такође, од 2005. године до 2015. године се обележава деценија вода, тако да Светски дан вода има посебан значај ових година.

### Значај воде
Вода има непроцењив значај у еволуцији живог света. Вода практично представља услов опстанка живота на Земљи. Први облик живота настао је у води. Вода у светском океану представља природни регулатор температуре на Земљи. Вода омогућава узгајање пољопривредних култура што је неопходан услов за производњу хране. Користи се и у осталим привредним активностима - водоснабдевању, индустрији, саобраћају и другим делатностима. Глобална потрошња воде се повећава сваке године. Вода обухвата 2/3 Земљине површине и са запремином од 1,6 милијарди km кубних представља најраспрострањенију животну средину. Копнене воде чине само 0,5% свих водених пространстава на Земљи и распоређене су као површинске и подземне воде.

### Загађење вода
При употреби воде, неминовно је настајање отпадних вода. Оне морају да се адекватно пречишћавају да би се вратиле у природни водни ресурс. 

### Статистика
- 50% текућих вода је трајно уништено.
- Србија је 47 земља од 180 држава рангираних по количини водних ресурса у свету.
- Најквалитетнију воду имају Финска, Канада, Нови Зеланд, Велика Британија итд.
- Човеку је неопходно минимум 50 литара воде дневно - за пиће, прање, кување и санитарије. Још 1990. године милијарду људи на планети није имало тај минимум.[1]

### У Србији
У Србији Светски дан вода  обележава се бројним манифестацијама.